# جنگل‌های خشک حاره‌ای یاپ
جنگل‌های خشک حاره‌ای یاپ (انگلیسی: Yap tropical dry forests) بوم‌ناحیه‌ای از نوع جنگل‌های پهن‌برگ خشک حاره‌ای و جنب‌حاره‌ای در میکرونزی است. این بوم‌ناحیه جزایر یاپ و آب‌سنگ‌های حلقوی مرجانی مجاور آن در ایالات فدرال میکرونزی را در بر می‌گیرد.